# زاكرياس يانسن
زاكرياس يانسن (1585 - قبل 1632) هو صانع نظارات هولندي من ميديلبورخ ارتبط اسمه باختراع أول مقراب بصري. كما زُعم أحيانًا أنه أيضًا أول من اخترع المجهر الضوئي. رغم أن أصل اختراع المقراب وكذلك المجهر محل جدل.

## سيرته
ولد زاكرياس يانسن في لاهاي. تشير التسجيلات المحلية أنه ولد سنة 1585 م، ولكن مصادر أخرى تُشير إلى أن مولده كان نحو سنة 1580 م وقيل سنة 1588 م. والداه هما هانز مارتن (الذي قيل أنه كان بائعًا متجوّلاً) ومايكين ميرتنز، وقيل أن أصولهما من أنتويرب في بلجيكا. نشأ زاكرياس مع أخته سارة في ميديلبورخ في الوقت الذي كانت تلك المدينة ثاني أهم مدن هولندا. امتهن يانسن العمل كبائع في الشارع، مما وضعه دومًا في مشاكل مع السلطات المحلية.
تزوج يانسن للمرة الأولى في 23 أكتوبر 1610 من كاثرينا دي هاين. في سنة 1612 م، أنجب ابنه الأول يوناس زاكرياسن. وفي سنة 1615 م، تم تعيينه وصيًا على ولدي لويس لويسن (المعروف بهنري صانع النظارات)، وامتلك أدوات صناعة النظارات الخاصة بهنري، وبدأ ممارسة تلك المهنة سنة 1616 م. في سنة 1618 م، انتقلت الأسرة إلى أرنيميدين بعد اكتشاف أعمال يانسن في التزوير. وهناك اتُهم يانسن مجددًا بالتزوير في العام التالي، فانتقل مجددًا إلى ميديلبورخ سنة 1621 م. وبعد سنة من وفاة زوجته الأولى في سنة 1624 م، تزوج يانسن من آنا كوغيه من أنتويرب، التي كانت أرملة فيليم يانسن (ربما أحد أقاربه). وفي نوفمبر 1624 م، انتقل إلى أمستردام كصانع للنظارات، لكنه أعلن إفلاسه بحلول سنة 1628 م. قيل أن يانسن توفي سنة 1638 م، رغم أن شهادة أخته أنه توفي سنة 1632 م، وتصريح ابنه يوناس أن أبويه كانا قد توفيا قبل زواجه في أبريل 1632 م.
بحث الكثيرون في موضوع سيرة يانسن قبل الحرب العالمية الثانية. ولكن بعد تلف الكثير من أرشيفات ميديلبورخ في معركة زيلاند في 17 مايو 1940 م، خلال الغزو النازي لهولندا، مما قلل من المصادر التي يمكن الاعتماد عليها للبحث حول حياته.

## مزاعم اختراعاته
انتشرت مزاعم أن يانسن اخترع المقراب و/أو المجهر في ميديلبورخ بين سنتي 1590-1618 م. عمل يانسن لفترة من حياته كصانع للنظارات (كانت مهنة تنافسية وسرية للغاية)، ولفترة سكن بجوار صانع النظارات هانس ليبرشي في ميديلبورخ، الذي زعم أيضًا أنه اخترع المقراب. تعد اسهامات يانسن في هذه الاختراعات محل شك حيث ليس هناك دليل ملموس على أنه المخترع الحقيقي لها، بالإضافة إلى أنه هناك سلسلة من الشهادات المُربكة والمتضاربة من ابنه وأبناء مدينته أدلوا بها بين سنتي 1634-1655 م حول اختراعاته.

### المجهر
زعم يانسن اختراعه لمجهر ضوئي بسيط أحادي العدسة، وآخر مُركّب من عدستين أو أكثر بقوة تكبير تسعة أضعاف (9x)، زعم أحيانًا أنه صنعه بنصائح من والده (بل وزعم في بعض المرات أنه بكامله من اختراع والده) وأنه اخترعه سنة 1590 م، أو سنة 1595 م، وهو يحاول إيجاد طريقة للتكبير لمساعدة ضعاف البصر.

### المقراب
كان يانسن واحدًا من ثلاثة زعموا اختراع المقراب في هولندا سنة 1608 م. في تلك السنة، سجّل هانس ليبرشي أول براءة اختراع لهذا الجهاز في 2 أكتوبر في برلمان هولندا، وبعد أسابيع سجّل جاكوب ميتيوس من ألكمار اختراعه للجهاز. لم يحصل الاثنين على الاعتراف باختراعهما لوجود مزاعم أخرى حول اختراع الجهاز.
تدعم عدد من المصادر اختراع يانسن المحتمل للمقراب، حيث زعم الفلكي الألماني سيمون ماريوس أنه قابل في فرانكفورت في سبتمبر سنة 1608 م رجلاً هولنديًا حاول أن يبيعه جهاز أوصافه تشبه المقراب. ونظرًا لامتهانه البيع المتجول، قيل أنه من المحتمل أن يكون يانسن ذلك الرجل الهولندي، مما يعني أنه كان يمتلك المقراب قبل شهر من تسجيل ليبرشي براءة اختراعه. في سنة 1655 م، التقى فيليم بوريل الذي كان يتقصي حول الاختراع بابن يانسن يوناس، وانتهى إلى أن جهازه صُنع نحو سنة 1610 م. هناك إدعاء آخر أن يانسن صنع أول مقراب سنة 1604 م، وربما قبل ذلك. وحين خضع يوناس بن يانسن للقسم، قال بأن ليبرشي سرق اختراع والده للمقراب، الذي أنجزه والده سنة 1590 م.

### النزاع
ترجع حالة الارتباك التي أحاطت باختراع المجهر والمقراب جزئيًا إلى شهادة يوناس ابن يانسن الذي زعم اختراع والده للمقراب سنة 1590 م، ومرة أخرى قال سنة 1604 م، ومرة ثالثة أنه اخترعه هو وأبيه سنة 1618 م، وأن جاكوب ميتيوس وكورنيليوس دريبيل اشتريا مقرابًا منه ومن والده سنة 1620 م، وصنعا منه نسخة مطابقة للأصل. كما يبدو أن يوناس كذب بشأن تاريخ مولده، ليدعي مشاركته لوالده اختراع المقراب. كما زاد تقصي فيليم بوريل لحقيقة الأمر سنة 1655 م من حالة الارتباك حول الاختراع، فتاريخ التقصي جاء بعد 50-60 سنة بعد الحدث مع أناس لم يعاصروا الحدث. ويبدو أنه خلط بين مقراب صنعه دريبيل، ونسبه إلى زاكرياس يانسن.
توصّل ألبرت فان هيلدن وسيفن دوربيه وروب فان غنت وهييب تسودرفارت في كتابهم «نشأة المقراب» إلى خلاصة تقول أنه ربما لم يصبح يانسن صانع نظارات قبل سنة 1616 م، وأن الادعاءات حول اختراعاته هي مزاعم من ابنه يوناس الذي اعتبرها وسيلة للشهرة، ولتحقيق مكاسب مادية.

## نشاطاته غير المشروعة
بين سنتي 1613-1619 م، حاول يانسن عدة مرات تزييف العملة. كانت نشأته في ميديلبورخ بالقرب من دار سك العملة حيث كان يعمل نسيبه. ساعدته تلك الظروف على تقليد عملية صناعة المال. ثم فر إلى قرية أرنيمويدن ليتجنب العقوبات المغلظة على تزييفه للنقود. ورغم ذلك، واصل هذا النشاط هناك. وفي سنة 1619 م، تم القبض عليه لحيازته أجهزة لتزوير العملة. عادةً، قد يصل عقوبة ذلك إلى الإعدام. ومع ذلك، لعلاقة يانسن بوالد مأمور القرية، ساعد المأمور يانسن لتأجيل المحاكمة، فاستطاع يانسن الفرار مجددًا. ثم أغلقت القضية بعد عودة يانسن إلى ميديلبورخ سنة 1621 م.